# Lotta libera ai Giochi della XVI Olimpiade - Pesi medi
La competizione della categoria pesi medi (fino a 79 kg) di lotta libera dei Giochi della XVI Olimpiade si è svolta dal 28 novembre al 1º dicembre 1956 al Royal Exhibition Building di Melbourne.

## Formato
Ad ogni incontro venivano assegnate le seguenti penalità:
- 0 = Al vincitore per schienata
- 1 = Al vincitore per decisione (verdetto di tre giudici)
- 2 = Allo sconfitto per decisione (1:2)
- 3 = Allo sconfitto per decisione (0:3) o schienata

Con cinque penalità o più il lottatore veniva eliminato.
I tre lottatori rimasti disputavano un torneo finale con i risultati acquisiti nel precedenti turni.

## Risultati
| Legenda                                  | Legenda |
| ---------------------------------------- | ------- |
| Lottatore con 5 penalità o più Eliminato |         |

### 1º Turno
Si è disputato il 28 novembre.
| Vincitore       | Pen. | Risultato | Sconfitto          | Pen. |
| --------------- | ---- | --------- | ------------------ | ---- |
| Viljo Punkari   | 0    | Schienata | Muhammad Faiz      | 3    |
| Dan Hodge       | 0    | Schienata | George Farquhar    | 3    |
| Bakshish Singh  | 1    | 3:0       | William Davies     | 3    |
| Bengt Lindblad  | 1    | 3:0       | Manie van Zyl      | 3    |
| Hans Sterr      | 0    | Schienata | Nicolas Arcales    | 3    |
| Nikola Stanchev | 1    | 3:0       | Giorgi Skhirtladze | 3    |
| Abbas Zandi     | 1    | 3:0       | Kazuo Katsuramoto  | 3    |
| İsmet Atlı      | 0    | Esentato  |                    |      |

### 2º Turno
Si è disputato il 29 novembre.
| Vincitore          | Pen. | Risultato | Sconfitto       | Pen. |
| ------------------ | ---- | --------- | --------------- | ---- |
| İsmet Atlı         | 0    | Schienata | Muhammad Faiz   | 6    |
| Dan Hodge          | 1    | 3:0       | Viljo Punkari   | 3    |
| William Davies     | 4    | 3:0       | George Farquhar | 6    |
| Manie van Zyl      | 4    | 3:0       | Bakshish Singh  | 4    |
| Hans Sterr         | 0    | Schienata | Bengt Lindblad  | 4    |
| Giorgi Skhirtladze | 3    | Schienata | Nicolas Arcales | 6    |
| Kazuo Katsuramoto  | 3    | Schienata | Nikola Stanchev | 4    |
| Abbas Zandi        | 1    | Esentato  |                 |      |

### 3º Turno
Si è disputato il 30 novembre.
| Vincitore          | Pen. | Risultato | Sconfitto             | Pen. |
| ------------------ | ---- | --------- | --------------------- | ---- |
| İsmet Atlı         | 1    | 3:0       | Abbas Zandi           | 4    |
| Dan Hodge          | 1    | Schienata | William Rupert Davies | 7    |
| Bengt Lindblad     | 4    | Schienata | Bakshish Singh        | 7    |
| Giorgi Skhirtladze | 3    | Schienata | Manie van Zyl         | 7    |
| Nikola Stanchev    | 4    | Schienata | Hans Sterr            | 3    |
| Kazuo Katsuramoto  | 3    | Esentato  |                       |      |
|                    |      | Ritirato  | Viljo Punkari         | -    |

### 4º Turno
Si è disputato il 1º dicembre.
| Vincitore          | Pen. | Risultato | Sconfitto      | Pen. |
| ------------------ | ---- | --------- | -------------- | ---- |
| Kazuo Katsuramoto  | 4    | 3:0       | İsmet Atlı     | 4    |
| Dan Hodge          | 1    | Schienata | Abbas Zandi    | 7    |
| Nikola Stanchev    | 4    | Schienata | Bengt Lindblad | 7    |
| Giorgi Skhirtladze | 3    | Schienata | Hans Sterr     | 6    |

### 5º Turno
Si è disputato il 1º dicembre.
| Vincitore          | Pen. | Risultato | Sconfitto         | Pen. |
| ------------------ | ---- | --------- | ----------------- | ---- |
| Giorgi Skhirtladze | 4    | 2:1       | İsmet Atlı        | 6    |
| Nikola Stanchev    | 4    | Schienata | Dan Hodge         | 4    |
|                    |      | Ritirato  | Kazuo Katsuramoto | -    |

### Turno finale
Si è disputato il 1º dicembre.
| Vincitore       | Pen. | Risultato | Sconfitto          | Pen. |
| --------------- | ---- | --------- | ------------------ | ---- |
| Nikola Stanchev |      | 2:1       | Giorgi Skhirtladze |      |
| Nikola Stanchev |      | Schienata | Dan Hodge          |      |
| Dan Hodge       |      | Schienata | Giorgi Skhirtladze |      |

1. ↑  Disputato nel 1º turno
2. ↑  Disputato nel 5º turno

## Classifica finale
| Pos.    | Atleta             | Nazione          | V.S. |
| ------- | ------------------ | ---------------- | ---- |
| Oro     | Nikola Stanchev    | Bulgaria         | 2:0  |
| Argento | Dan Hodge          | Stati Uniti      | 1:1  |
| Bronzo  | Giorgi Skhirtladze | Unione Sovietica | 0:2  |
| 4       | İsmet Atlı         | Turchia          |      |
| 5       | Kazuo Katsuramoto  | Giappone         |      |
| 6       | Hans Sterr         | Germania         |      |
| 7       | Abbas Zandi        | Iran             |      |
| 7       | Bengt Lindblad     | Svezia           |      |
| 9       | William Davies     | Australia        |      |
| 9       | Bakshish Singh     | India            |      |
| 9       | Manie van Zyl      | Sudafrica        |      |
| 12      | Viljo Punkari      | Finlandia        |      |
| 13      | George Farquhar    | Gran Bretagna    |      |
| 13      | Muhammad Faiz      | Pakistan         |      |
| 13      | Nicolas Arcales    | Filippine        |      |